# No Love
No Love (ang. Bez miłości) – trzeci oficjalny singiel amerykańskiego rapera Eminema z jego 7 albumu, Recovery. W piosence występuje także (gościnne) raper Lil Wayne. Utwór został wyprodukowany przez Just Blaze’a. 28 sierpnia 2010, Billboard doniósł, że „No Love” będzie trzecim singlem z Recovery. W radiu został wydany 5 października, 2010, a teledysk 30 września, 2010. Piosenka osiągnęła pozycję 23 na liście Billboard Hot 100. Eminem wykonał „No Love”, podczas gdy był w trasie The Home & Home Tour z Jay-Z. Piosenka sprzedała się w ponad 1 mln pobrań w samym USA.